# Roma (Lesoto)
Roma é uma cidade do distrito de Maseru, localizada no oeste do Lesoto. Sua população no censo de 2005 era de 11.612 habitantes.

## História
Roma foi fundada em 1862 pelo padre Joseph Gérard para ser um centro missionário católico romano para o Reino Bassoto no vale conhecido como Tloutle, que é cercado pelo  Planalto de Roma. Ainda no século XIX, Roma passou a sediar três seminários e vários noviciados. A área circundante, que em sua fundação era pouco povoada, recebeu população significativa e uma estrada de ligação com o vale do rio Caledon.

## Infraestrutura

### Transportes
O principal acesso da cidade é a rodovia A5 que a liga a Maseru, ao noroeste, e a Seforang, ao sudeste.

### Educação
A cidade sedia a Universidade Nacional do Lesoto (NUL), a maior e mais prestigiosa do país. Por sediar desde 1945 tal instituição é conhecida como cidade universitária, além de ser notória por seus imponentes edifícios de ensino.

## Cultura e lazer
O futebol predomina dentre as práticas desportivas locais, tendo uma equipe profissional que joga os campeonatos nacionais, a Roma Rovers FC.